# Like a Virgin
Like a Virgin — второй студийный альбом американской певицы Мадонны, вышедший 12 ноября 1984 года. Диск был перевыпущен в 1985 году с включением в бонус-трек песни «Into the Groove». В 2001 году, Warner Bros. Records выпустила ремастированную версию с двумя ремиксами. После выхода её дебютного альбома, Мадонна хотела укрепить свои позиции в музыкальной индустрии, опираясь на успех первого альбома. Она решила стать одним из музыкальных продюсеров, но Warner Bros. не был готов дать ей свободу творчества, чего желала она. Найл Роджерс был выбран в качестве основного продюсера альбома, благодаря своей работе с Дэвидом Боуи.

## Об альбоме
Диск был записан в студии Power Station Studio в Нью-Йорке в короткие сроки. Роджерс обратился за помощью к своим бывшим товарищам группы Chic басисту Бернарду Эдвардсу и барабанщику Тони Томпсону. Они приняли участие в записи нескольких треков альбома. Джейсон Корсаро, звукорежиссёр записи, убедил Роджерса использовать цифровую звукозапись, появившуюся в то время. Обложка и фотографии были сделаны Стивеном Майзелем. Согласно буклету диска Мадонна посвятила альбом «всем девственницам мира».
Like a Virgin не сильно отличался от дебютного альбома Мадонны, но она чувствовала, что материал был сильнее. Наряду с Роджерсом, Мадонна также сотрудничала с её бывшим бойфрендом Стивом Брейем, который совместно написал много песен в альбоме. После его выхода, Like a Virgin получил смешанные отзывы от критиков, тем не менее стал коммерчески успешным. Он стал первым альбомом Мадонны, добравшимся на первую строку в Billboard 200, а также поднявшийся на вершины хит-парадов в Германии, Италии, Нидерландах, Новой Зеландии, Испании и Соединённом Королевстве. Американская ассоциация звукозаписывающих компаний сертифицировала его как бриллиантовый после десяти миллионов распространённых копий в Соединённых Штатах. В мире было продано около 21 миллионов копий, став одним из самых продаваемых альбомов всех времён.
Было выпущено пять синглов. Синглы «Like a Virgin», «Material Girl» и «Into the Groove» становятся хитами во всем мире. В поддержку альбома Мадонна отправилась на гастроли с The Virgin Tour по городам Северной Америки. Like a Virgin стал символическим культурным артефактом 80-х годов. Мадонна доказала, что она не певичка-однодневка, и может сделать многообещающую карьеру на музыкальной арене. Её песни, особенно «Material Girl» и «Like a Virgin», стали громоотводом для критики консерваторов и объектом подражания молодого женского населения. По словам Дж. Рэнди Тараборелли

«Каждый известный артист имеет хотя бы один альбом в карьере, с которым критический и коммерческий успех становится волшебным моментом, для Мадонны Like a Virgin был именно такой решающий момент»
Оригинальный текст (англ.)Every important artist has at least one album in his career whose commercial and/or critical success becomes that artist’s magic moment…For Madonna, 'Like A Virgin' was just such a defining moment).

## Предыстория и запись
К моменту выхода дебютного альбома Мадонны в 1983-м, у певицы уже было собрано достаточно материала для записи следующего. Найл Роджерс был выбран Мадонной в качестве основного продюсера альбома, в основном благодаря своей работе с Дэвидом Боуи на его альбоме Let’s Dance 1983 года По её словам, «Моя работа, моя преданность, упорство в создании альбома Madonna окупились. Теперь пришло время закрепить свой статус!». Роджерс имел репутацию опытного человека в создании музыкальных персон. При поддержке Бернарда Эдвардса, Роджерс создал группу Chic в 1976 году. Но через семь лет он покинул группу, чтобы продолжить свою карьеру и сотрудничать с Боуи. Мадонна была поражена первым синглом из альбома, впоследствии она захотела подобный подход к своей музыке. Она отметила: «Когда я делала записи, я была так взволнована и счастлива работать с Найлом Роджерсом. Я боготворила Найла и не могла поверить, что звукозаписывающая компания дала финансирование, чтобы я могла работать с ним». Роджерс вспоминал, что он впервые увидел Мадонну выступающей в маленьком клубе в Нью-Йорке в 1983 году. В интервью журналу Time, Роджерс сказал: "Я пошёл в клуб, чтобы посмотреть на разных поющих женщин, но когда я туда попал, я сразу заметил именно Мадонну на сцене, а затем мы встретились сразу после этого я все время думал про себя… «Чёрт, она звезда, но она не была ей в то время. Я всегда хотел работать с ней и Like a Virgin оказался этой прекрасной возможностью».

## Продвижение
Выход песни «Like a Virgin» в 1984 году вызвал много споров. Тема, поднятая в композиции, и её исполнение были восприняты публикой очень неоднозначно. Первое исполнение песни произошло на первой ежегодной церемонии вручения наград MTV Video Music Awards 14 сентября 1984 года. Во время выступления Мадонна появилась из огромного свадебного торта, затем она каталась по полу в белоснежном свадебном платье, демонстрируя нижнее бельё и подвязки платья. Выступление отмечено как одно из знаковых в истории канала MTV. Мадонна в свою очередь в шутку говорила: «на MTV засветили мои ляжки!». 13 декабря 1984 года, Мадонна исполнила «Like a Virgin» на BBC One в программе Top of the Pops, одетая в панковые рваные колготки, яркий розовый парик, религиозные аксессуары и сетчатый топ. Позднее выступление признано вторым лучшим в истории всех времён и народов на этом телешоу. В поддержку альбома Мадонна отправилась в свой первый гастрольный тур The Virgin Tour, с которым посещала города в Соединённых Штатах и Канаде. Изначально планировались концерты в Англии и Японии в связи с большим количеством фанатов Мадонны в этих странах, но им было не суждено свершиться.

## Название и оформление

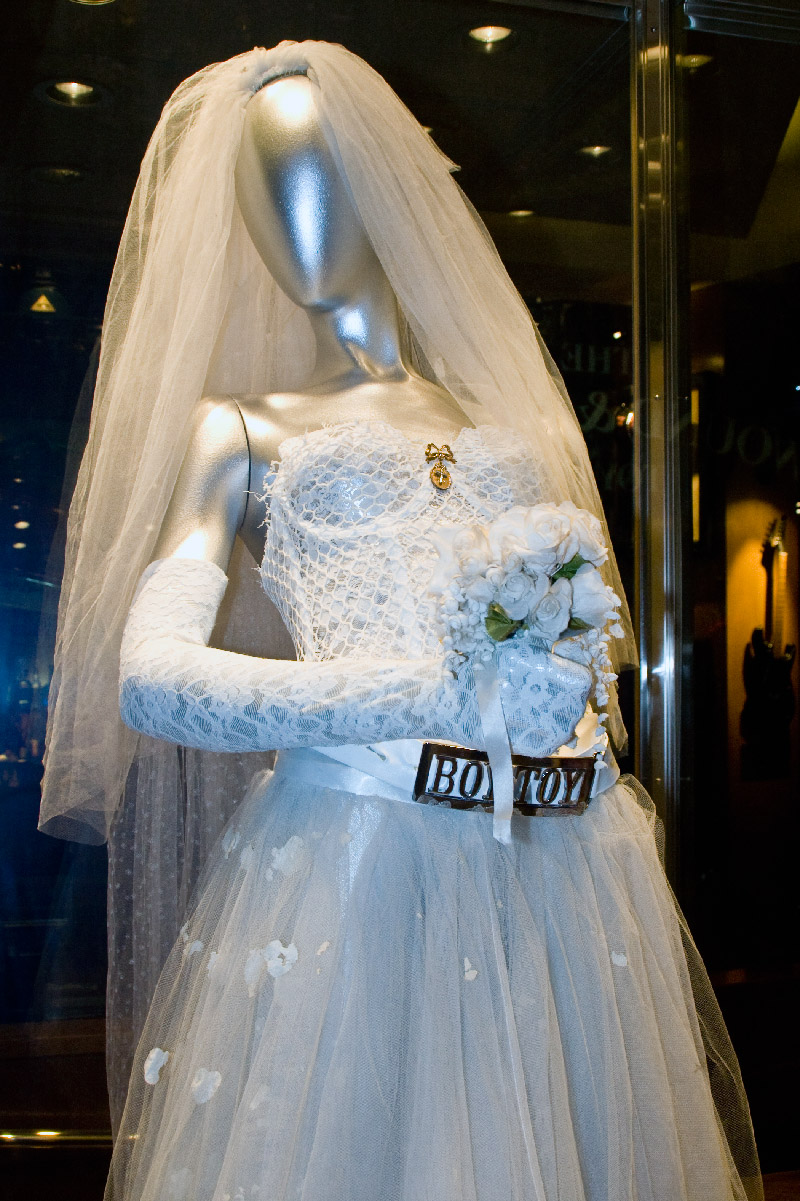
Подвенечное платье Мадонны, в котором она снималась для обложки альбома. На поясе видна скандально известная пряжка ремня с надписью «Boy Toy».

Обложка и фотографии были сделаны Стивен Майзелем, который впоследствии регулярно сотрудничал с певицей, в номере-люкс St. Regis Hotel. Мадонна хотела сделать название альбома и изображение обложки с провокационной связью между своим религиозным именем Мадонны (римско-католический вариант имени матери Иисуса Марии) и католическим учением о непорочном зачатии.
Автор Грэм Томпсон рассказал, что обложка где «лежащая на атласных подушках, с букетом на коленях и одетая в подвенечное платье, при ближайшем рассмотрении раскрывает образ Мадонны как очень сексуальный объект фетиша». Он добавил, что тяжёлый макияж, пухлые губы, растрёпанные волосы, а также облегающие бюстье и длинные перчатки представили Мадонну как желанную персону. На ней был также нацеплен пояс с надписью на пряжке «Игрушка для мальчиков» (англ. Boy Toy).

## Коммерческий успех
| Оценки критиков               | Оценки критиков |
| Источник                      | Оценка          |
| ----------------------------- | --------------- |
| AllMusic                      | [ 2 ]           |
| Billboard                     | без оценки      |
| Blender                       | [ 16 ]          |
| Robert Christgau              | (B)             |
| Encyclopedia of Popular Music | [ 18 ] [ 19 ]   |
| Entertainment Weekly          | (A)             |
| The Great Rock Discography    | [ 21 ]          |
| Melody Maker                  | без оценки      |
| MusicHound                    | [ 23 ]          |
| The New York Times            | без оценки      |
| Rolling Stone                 | [ 25 ]          |
| The Rolling Stone Album Guide | [ 26 ]          |
| Slant Magazine                | [ 1 ]           |
| Spin Alternative Record Guide | 9/10            |
| Stereoplay                    | без оценки      |
| Stylus Magazine               | без оценки      |
| Uncut                         | [ 30 ]          |

Like a Virgin стал первым мультиплатиновым альбомом Мадонны. Он достиг первого места в Германии, Великобритании, США и многих других странах, в общей сложности было продано около 21 миллионов копий альбома по всему миру. В США и Великобритании он занял третье место по продажам среди музыкальных альбомов в 1985 году.
В 1998 году альбому в США был присвоен статус бриллиантового. Такого же успеха смог добиться только сборник лучших песен певицы The Immaculate Collection (тоже в США).

## Влияние на популярную культуру
После выхода второго сингла альбома, «Material Girl», многие СМИ наградили Мадонну прозвищем «меркантильная девица». Альбом имел огромный успех в чартах, что не мешало критикам сомневаться в мастерстве Мадонны и называть её «неважнецкой и досадной певичкой-однодневкой» с голосом «Минни Маус, надышавшейся гелием» (англ. «unimportant annoying one-hit-wonder» with a voice similar to «Minnie Mouse on helium»). Несмотря на то, что певица фигурировала в нескольких номинациях MTV Video Music Awards в 1985 году, ей не досталось ни одной награды.
В 1985 году «Странный Эл» Янкович записал пародию на песню «Like a Virgin» под названием «Like a Surgeon» («Как хирург»).
В 1989 году Pepsi использовала песню Мадонны «Like a Virgin» для своей рекламы.
В своём фильме «Бешеные псы» Квентин Тарантино выражает свою точку зрения о значении заглавной песни.
В 2003 году на премии MTV Video Music Awards Мадонна выступила в сопровождении Бритни Спирс, Кристины Агилеры и Мисси Эллиот. Певицы, одетые в костюмы, напоминающие легендарный наряд Мадонны (свадебное платье) исполнили по куплету песню «Like a Virgin». Затем из торта под свадебный марш появилась Мадонна, начавшая исполнять песню «Hollywood». В конце выступления Мадонна поцеловала исполнительниц в губы, что вызвало бурю неоднозначной реакции со стороны прессы и общественности.
Like a Virgin находится в списке 200 Выдающихся альбомов всех времён Национальной Ассоциации Распространителей Записей и Зала Славы Рок-н-ролла в США.
В апреле 2023 года альбом включили в Национальный реестр аудиозаписей Библиотеки конгресса как национальное достояние США.

## Список композиций
| №  | Название                       | Автор(ы)                   | Продюсер(ы)  | Длительность |
| -- | ------------------------------ | -------------------------- | ------------ | ------------ |
| 1. | «Material Girl»                | Питер Браун, Роберт Ранс   | Найл Роджерс | 4:04         |
| 2. | «Angel»                        | Мадонна, Стивен Брей       | Найл Роджерс | 3:57         |
| 3. | «Like a Virgin»                | Том Келли, Билли Стейнберг | Найл Роджерс | 3:39         |
| 4. | «Over and Over»                | Мадонна, Стивен Брей       | Найл Роджерс | 4:13         |
| 5. | «Love Don’t Live Here Anymore» | Майлз Грегори              | Найл Роджерс | 4:51         |

| №  | Название       | Автор(ы)                        | Продюсер(ы)  | Длительность |
| -- | -------------- | ------------------------------- | ------------ | ------------ |
| 1. | «Dress You Up» | Андреа ЛаРуссо, Пегги Станциале | Найл Роджерс | 4:02         |
| 2. | «Shoo-Bee-Doo» | Мадонна                         | Найл Роджерс | 5:18         |
| 3. | «Pretender»    | Мадонна, Стивен Брей            | Найл Роджерс | 4:31         |
| 4. | «Stay»         | Мадонна, Стивен Брей            | Найл Роджерс | 4:09         |

| №   | Название                       | Автор(ы)                        | Продюсер(ы)          | Длительность |
| --- | ------------------------------ | ------------------------------- | -------------------- | ------------ |
| 1.  | «Material Girl»                | Питер Браун, Роберт Ранс        | Найл Роджерс         | 3:56         |
| 2.  | «Angel»                        | Мадонна, Стивен Брей            | Найл Роджерс         | 3:53         |
| 3.  | «Like a Virgin»                | Том Келли, Билли Стейнберг      | Найл Роджерс         | 3:35         |
| 4.  | «Over and Over»                | Мадонна, Стивен Брей            | Найл Роджерс         | 4:09         |
| 5.  | «Love Don’t Live Here Anymore» | Майлз Грегори                   | Найл Роджерс         | 4:45         |
| 6.  | «Into the Groove»              | Мадонна, Стивен Брей            | Мадонна, Стивен Брей | 4:40         |
| 7.  | «Dress You Up»                 | Андреа ЛаРуссо, Пегги Станциале | Найл Роджерс         | 3:58         |
| 8.  | «Shoo-Bee-Doo»                 | Мадонна                         | Найл Роджерс         | 5:14         |
| 9.  | «Pretender»                    | Мадонна, Стивен Брей            | Найл Роджерс         | 4:28         |
| 10. | «Stay»                         | Мадонна, Стивен Брей            | Найл Роджерс         | 4:04         |

| №   | Название                               | Автор(ы)                   | Ремиксы                  | Длительность |
| --- | -------------------------------------- | -------------------------- | ------------------------ | ------------ |
| 10. | «Like a Virgin» (Extended Dance Remix) | Том Келли, Билли Стейнберг | Джон «Джеллибин» Бенитес | 6:11         |
| 11. | «Material Girl» (Extended Dance Remix) | Питер Браун, Роберт Ранс   | Джон «Джеллибин» Бенитес | 6:09         |

## Участники записи
Приведены по сведениям базы данных Discogs, нумерация треков указана по изданию в формате компакт-диска.
| Музыканты: - Мадонна — вокал (все песни), бэк-вокал (песни 1, 2, 7) - Найл Роджерс — гитара (песни 1—4, 6—9), акустическая гитара (песня 5), электрогитара (песня 5), синклавир (песни 1, 9), Roland Juno-60 (песня 1) - Натаниэль С. Харди-младший — клавишные (песни 1, 5) - Роберт Сабино — синтезаторы (песни 2—9), бас-синтезатор (песни 2—6, 8, 9), акустическое пианино (песня 7), электрическое Родес-пиано - Бернард Эдвардс — бас-гитара (песни 1, 3, 5, 7) - Тони Томпсон — ударные (песни 1, 3, 5, 7) - Джимми Бралоуэр — программирование драм-машин LinnDrum и Simmons (песни 2, 4, 6, 8, 9) - Ленни Пикетт — саксофонное соло (песня 7) - Карен Милн — партии струнных инструментов (песня 5) - Кермит Мур — партии струнных инструментов (песня 5) - Бренда Кинг — бэк-вокал (песня 7) - Кёртис Кинг — бэк-вокал (песни 1, 2, 4—9) - Фрэнк Симмс — бэк-вокал (песни 1, 2, 4—9) - Джордж Симмс — бэк-вокал (песни 1, 2, 4—9) Производственный персонал: - Найл Роджерс — музыкальный продюсер (все песни кроме «Into the Groove») | Производственный персонал: - Мадонна — музыкальный продюсер (только «Into the Groove») - Стивен Брей — музыкальный продюсер (только «Into the Groove») - Джейсон Корсаро — инженер звукозаписи и микширования звука (все песни) - Роб «Эйс» Итон — второй звукоинженер (все песни) - Гас Скинас — цифровой монтаж звука - Эрик Молер — ассистент по цифровому редактированию звука - Малькольм Поллак — ассистент по цифровому редактированию звука - Бадд Туник — менеджер проекта - Боб Людвиг — мастеринг-инженер - Weisner-DeMann Entertainment — менеджмент - Джеффри Кент Аерофф — арт-директор, дизайнер - Джери МакМанус — арт-директор, дизайнер - Стивен Майзель — фотограф - Мариполь — стилист |

## Позиции в хит-парадах
| Год       | Хит-парад                              | Высшая позиция |  |
| --------- | -------------------------------------- | -------------- |  |
| 1984—1985 | Австралия (Kent Music Report)          | 2              |  |
| 1984—1985 | Австрия (Ö3 Austria)                   | 3              |  |
| 1984—1985 | Бразилия (NOPEM/ABPD)                  | 5              |  |
| 1984—1985 | Великобритания (UK Albums Chart)       | 1              |  |
| 1984—1985 | Европа (European Top 100 Albums)       | 1              |  |
| 1984—1985 | Исландия (Íslenski Listinn Topp 10)    | 1              |  |
| 1984—1985 | Испания (PROMUSICAE)                   | 1              |  |
| 1984—1985 | Италия (Musica e dischi)               | 1              |  |
| 1984—1985 | Канада (RPM Top Albums/CDs)            | 3              |  |
| 1984—1985 | Нидерланды (Album Top 100)             | 1              |  |
| 1984—1985 | Новая Зеландия (RMNZ)                  | 1              |  |
| 1984—1985 | Норвегия (VG-lista)                    | 6              |  |
| 1984—1985 | США (Billboard 200)                    | 1              |  |
| 1984—1985 | США (Billboard Top R&B/Hip-Hop Albums) | 10             |  |
| 1984—1985 | США (Cash Box Top 100 Albums)          | 1              |  |
| 1984—1985 | Финляндия (Suomen virallinen lista)    | 8              |  |
| 1984—1985 | Франция (SNEP)                         | 5              |  |
| 1984—1985 | ФРГ (Offizielle Top 100)               | 1              |  |
| 1984—1985 | Швейцария (Schweizer Hitparade)        | 3              |  |
| 1984—1985 | Швеция (Sverigetopplistan)             | 3              |  |
| 1984—1985 | Япония (Oricon)                        | 2              |  |
|           |                                        |                |  |
| 1986      | Великобритания (UK Albums Chart)       | 3              |  |
|           |                                        |                |  |
| 1987      | Великобритания (UK Albums Chart)       | 25             |  |
|           |                                        |                |  |
| 1988      | Великобритания (UK Albums Chart)       | 88             |  |
|           |                                        |                |  |
| 1990      | Великобритания (UK Albums Chart)       | 71             |  |
|           |                                        |                |  |
| 2006      | Дания (Hitlisten)                      | 22             |  |
|           |                                        |                |  |
| 2012      | Италия (Classifica album)              | 96             |  |
|           |                                        |                |  |
| 2016      | США (Billboard Top Catalog Albums)     | 11             |  |
|           |                                        |                |  |
| 2017      | Шотландия (Scottish Albums Chart)      | 61             |  |
|           |                                        |                |  |
| 2018      | Венгрия (MAHASZ)                       | 25             |  |
| 2018      | Хорватия (HDU)                         | 6              |  |
|           |                                        |                |  |
| 2019      | Испания (PROMUSICAE)                   | 50             |  |

| Год  | Хит-парад                           | Позиция |
| ---- | ----------------------------------- | ------- |
| 1984 | Канада (RPM Year-End)               | 89      |
| 1984 | США (Cashbox Top 100 Albums)        | 53      |
|      |                                     |         |
| 1985 | Австралия (Kent Music Report)       | 3       |
| 1985 | Австрия (Ö3 Austria)                | 9       |
| 1985 | Великобритания (Gallup Poll)        | 3       |
| 1985 | Европа (Eurotipsheet)               | 4       |
| 1985 | Испания (AFYVE)                     | 4       |
| 1985 | Италия (FIMI)                       | 7       |
| 1985 | Канада (RPM Year-End)               | 6       |
| 1985 | Нидерланды (Album Top 100)          | 2       |
| 1985 | Новая Зеландия (RMNZ)               | 2       |
| 1985 | Норвегия (VG-lista — Sommer Period) | 18      |
| 1985 | США (Billboard Top Pop Albums)      | 3       |
| 1985 | США (Billboard Top Black Albums)    | 30      |
| 1985 | США (Cashbox Year End Pols)         | 2       |
| 1985 | Франция (SNEP)                      | 8       |
| 1985 | ФРГ (Top 100 Album-Jahrescharts)    | 4       |
| 1985 | Швейцария (Schweizer Hitparade)     | 8       |
| 1985 | Япония (Oricon)                     | 8       |
|      |                                     |         |
| 1986 | Великобритания (Gallup Poll)        | 28      |
| 1986 | Европа (Music & Media)              | 11      |
| 1986 | Испания (PROMUSICAE)                | 16      |
| 1986 | Нидерланды (Album Top 100)          | 11      |
| 1986 | США (Billboard Top Popular Albums)  | 52      |

| Год       | Хит-парад                     | Высшая позиция |
| --------- | ----------------------------- | -------------- |
| 1980—1989 | Австралия (Kent Music Report) | 18             |
| 1980—1989 | Япония (Oricon)               | 33             |

| Год       | Хит-парад                  | Высшая позиция |
| --------- | -------------------------- | -------------- |
| 1958—2023 | США (Billboard 200: Women) | 65             |

## Сертификации
| Регион | Сертификация  | Продажи     |
| --- | ------------- | ----------- |
| Аргентина | —             | 160 000     |
| Австралия (ARIA) | 7× Платиновый | 490 000^    |
| Бельгия (BEA) | Платиновый    | 75 000      |
| Бразилия | —             | 715 000     |
| Великобритания (BPI) | 3× Платиновый | 1 000 000   |
| Германия (BVMI) | 3× Золотой    | 750 000^    |
| Гонконг (IFPI Hong Kong)                                                                                                 | Платиновый    | 20 000*     |
| Израиль | —             | 30 000      |
| Испания (PROMUSICAE) | Платиновый    | 100 000^    |
| Италия (FIMI) | 2× Платиновый | 1 000 000   |
| Канада (Music Canada) | Бриллиантовый | 1 000 000^  |
| Китайская Республика | —             | 10 000      |
| Новая Зеландия (RMNZ) | 5× Платиновый | 75 000^     |
| Норвегия | —             | 100 000     |
| США (RIAA) | Бриллиантовый | 10 000 000^ |
| Финляндия (Musiikkituottajat)                                                                                            | Золотой       | 35 398      |
| Франция (SNEP) | 2× Платиновый | 600 000*    |
| Швейцария (IFPI Switzerland)                                                                                             | 2× Платиновый | 100 000^    |
| Япония (RIAJ) | Золотой       | 935 430     |
| Итого |               |             |
| Европа · продажи на декабрь 1985 года                                                                                    | —             | 2 000 000   |
| Латинская Америка продажи на 1986 год                                                                                    | —             | 750 000     |
| Мир | —             | 21 000 000  |
| * Данные о продажах приведены только на основе сертификации. ^ Данные о тиражах приведены только на основе сертификации. |               |             |

## Комментарии
1. ↑  В Италии Like a Virgin получил платиновую сертификацию за продажу 500 000 копий в 1986 году[90]. В следующем году он получил ещё одну платину с теми же требованиями к уровню (всего 1 миллион подтверждённых продаж), несмотря на то, что для новых релизов платина на тот момент была эквивалентна 200 000 проданных копий[97].